# Doulougou
Pour le département, voir Doulougou (département).
Doulougou est un village et le chef-lieu du département de Doulougou, situé dans la province du Bazèga et la région du Centre-Sud, au Burkina Faso.

## Histoire
Le nom du village provient du moré dulgu, signifiant « callao ». La ville a été fondée par le naba Monmdé.[réf. nécessaire]

## Santé et éducation
Doulougou accueille un centre de santé et de promotion sociale (CSPS).